# Сівац
Сівац (серб. Сивац) — село в Сербії, належить до общини Кула Західно-Бацького округу автономного краю Воєводина.

## Населення
Населення села становить 2356 осіб (2002, перепис), з них:
- серби — 5179 — 57,59%
- чорногорці —2703 — 30,06%,
- угорці —425 — 4,72%,
- хорвати —162 — 1,80%,

живуть також українці, югослави, німці, русини та інші.